# Läkesilverax
Läkesilverax (Actaea racemosa) är en ranunkelväxtart som beskrevs av Carl von Linné. Läkesilverax ingår i släktet trolldruvor, och familjen ranunkelväxter. Utöver nominatformen finns också underarten A. r. dissecta.

## Bildgalleri

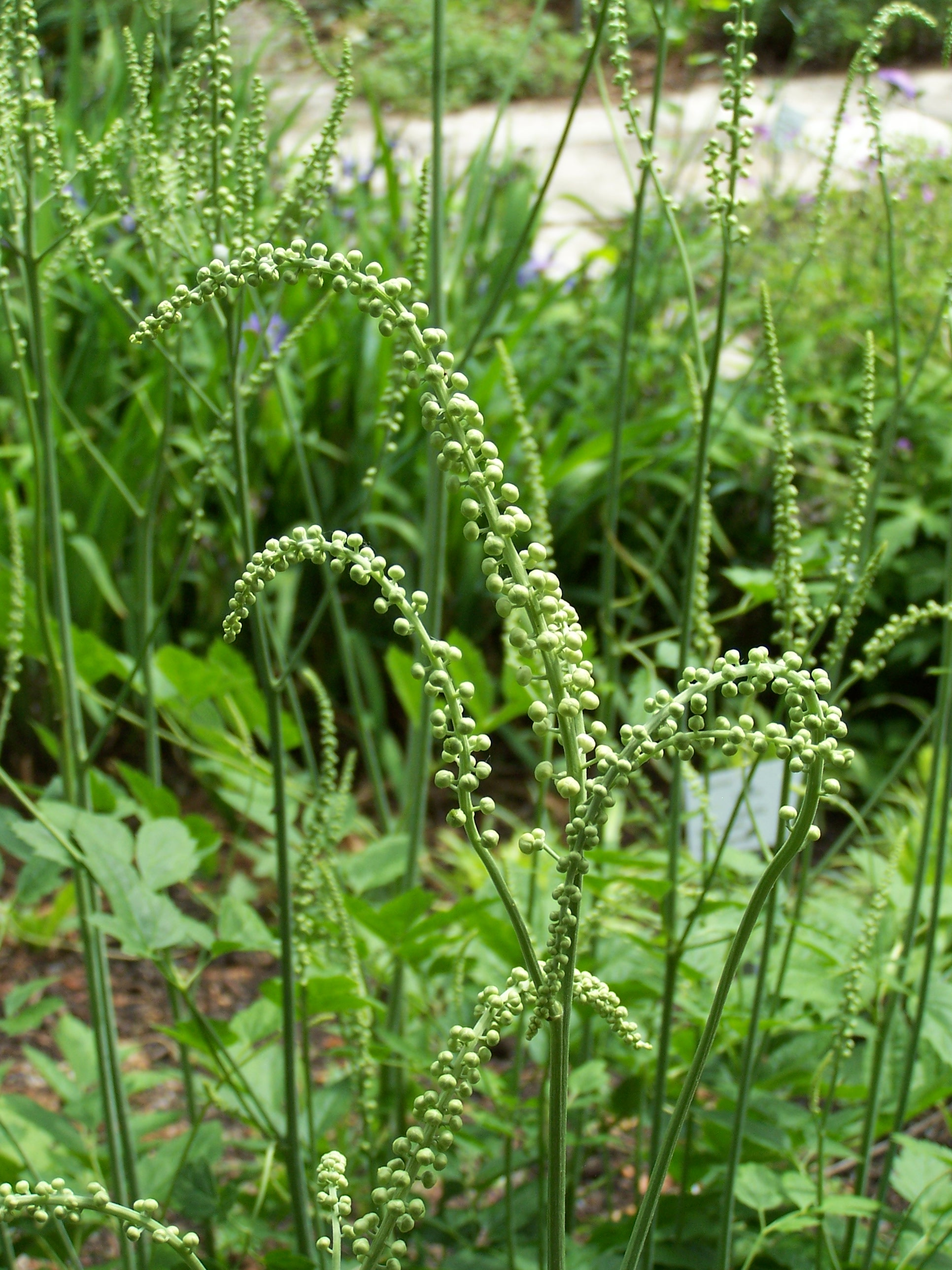
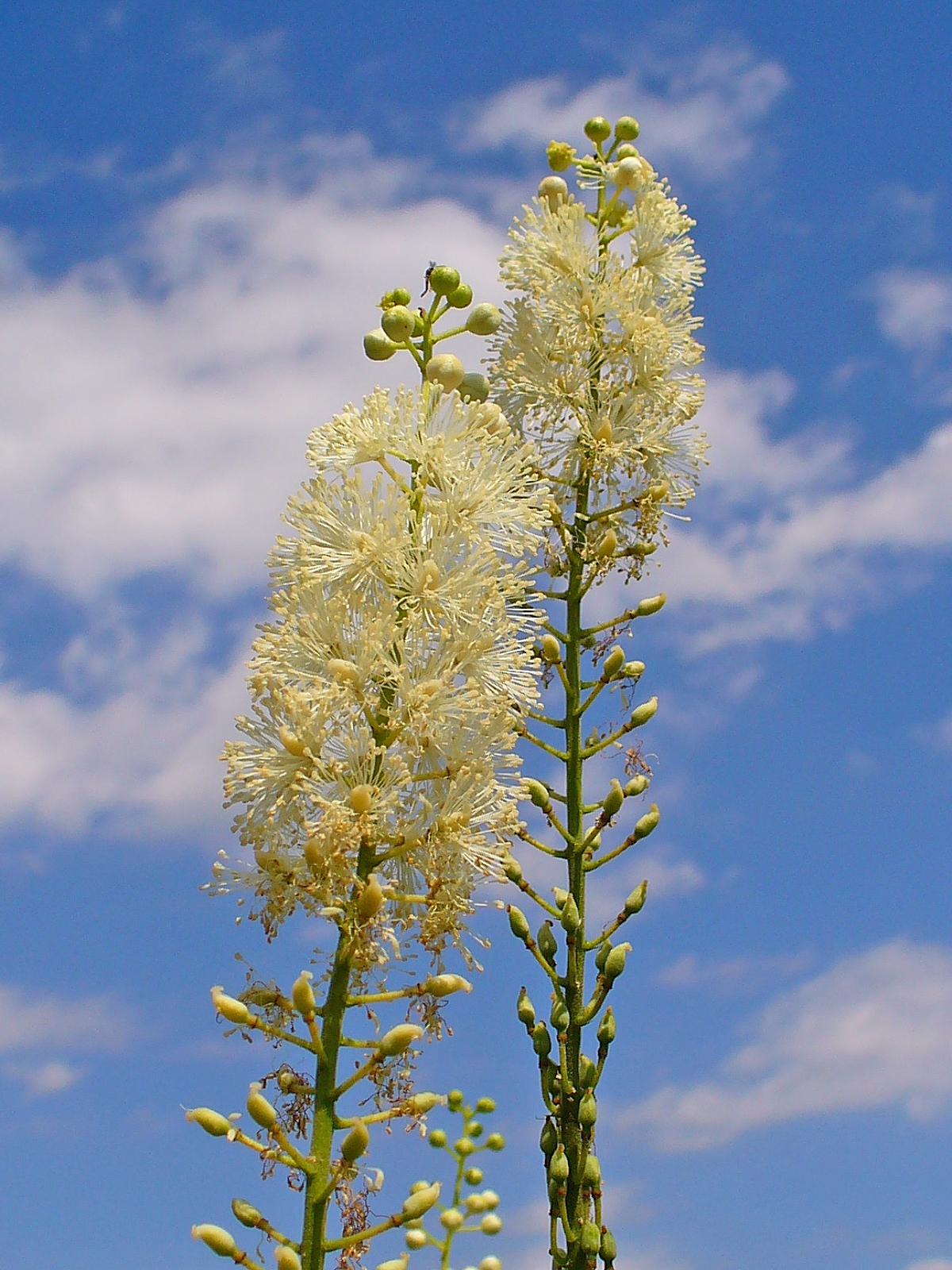
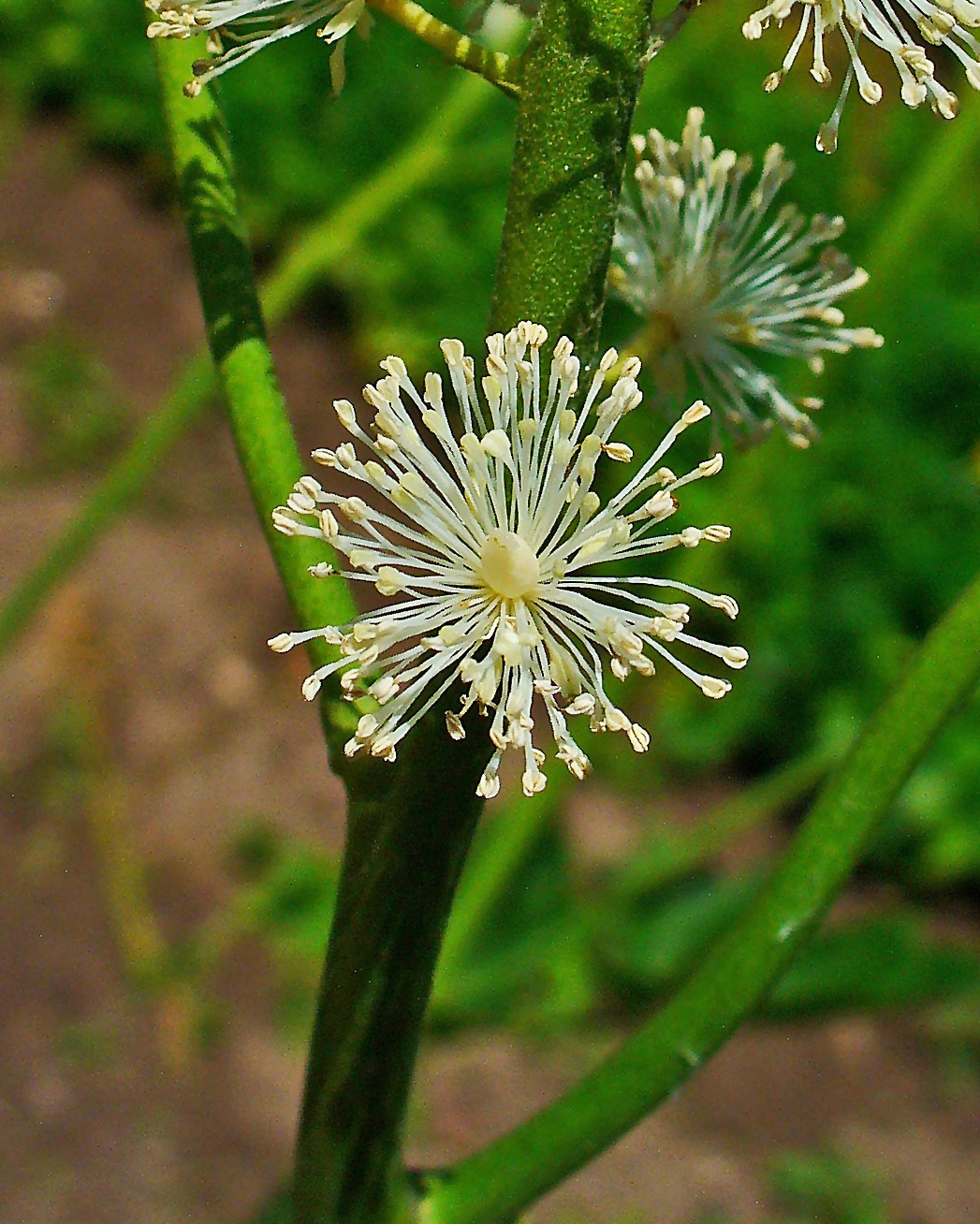
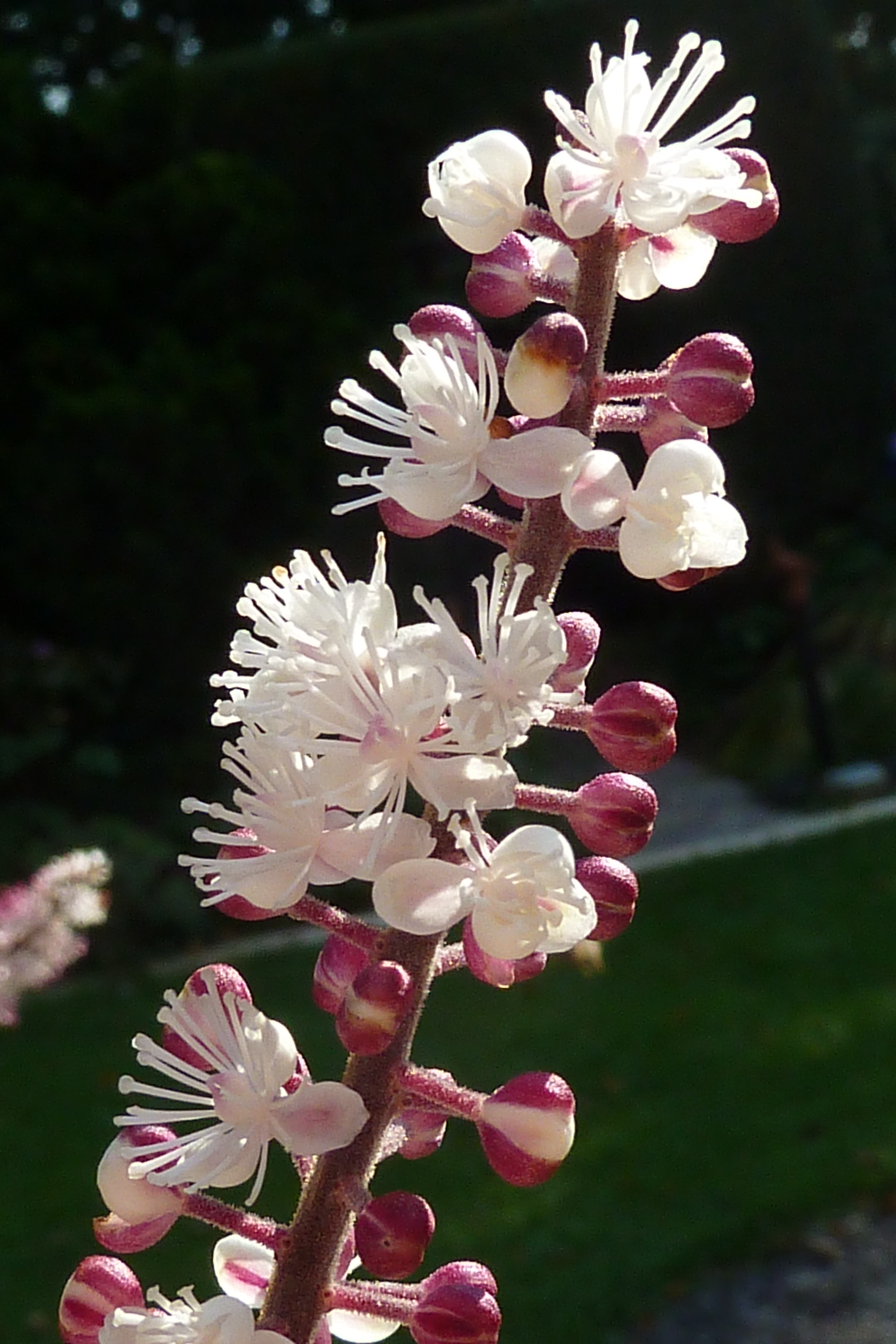
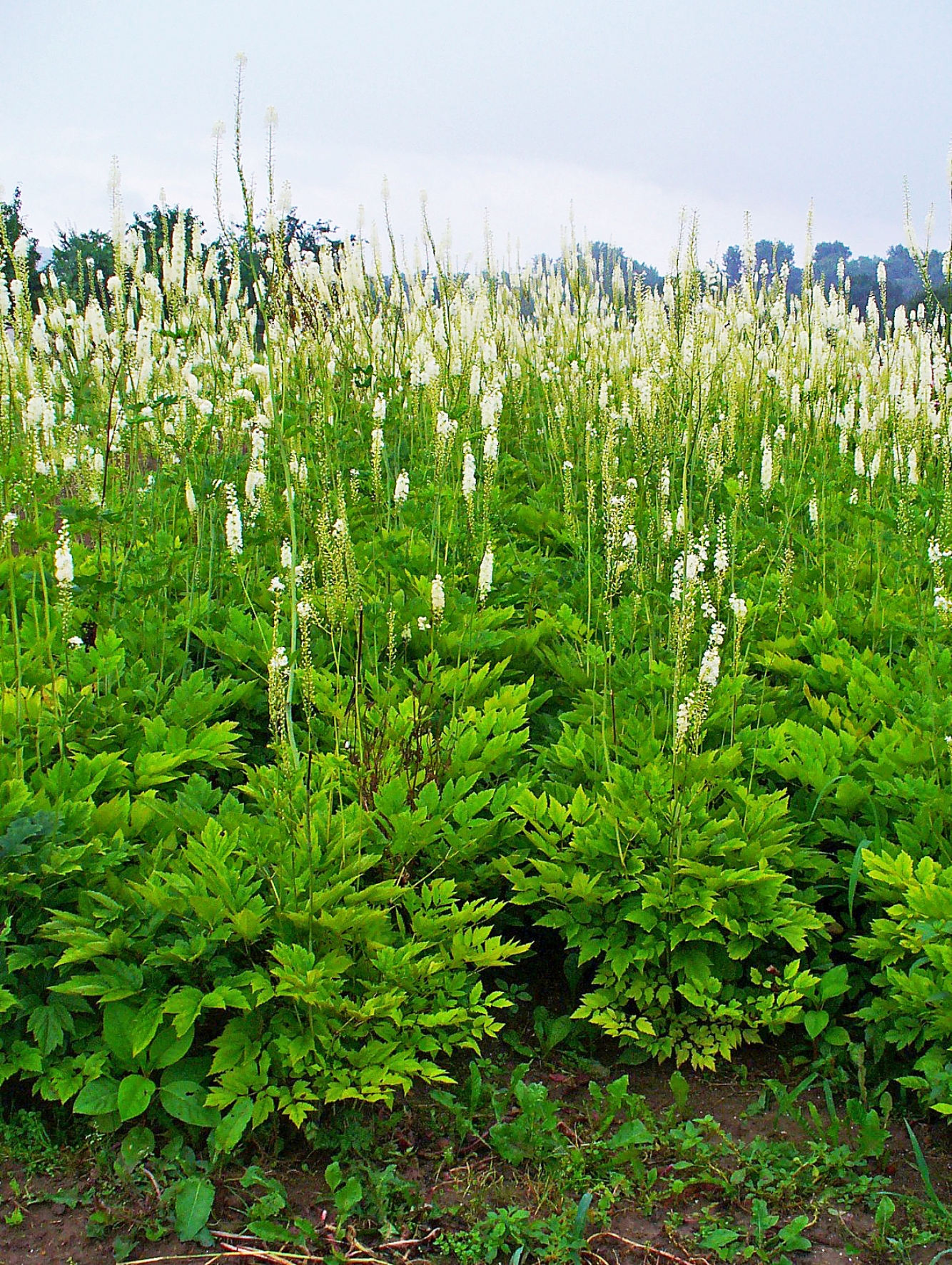
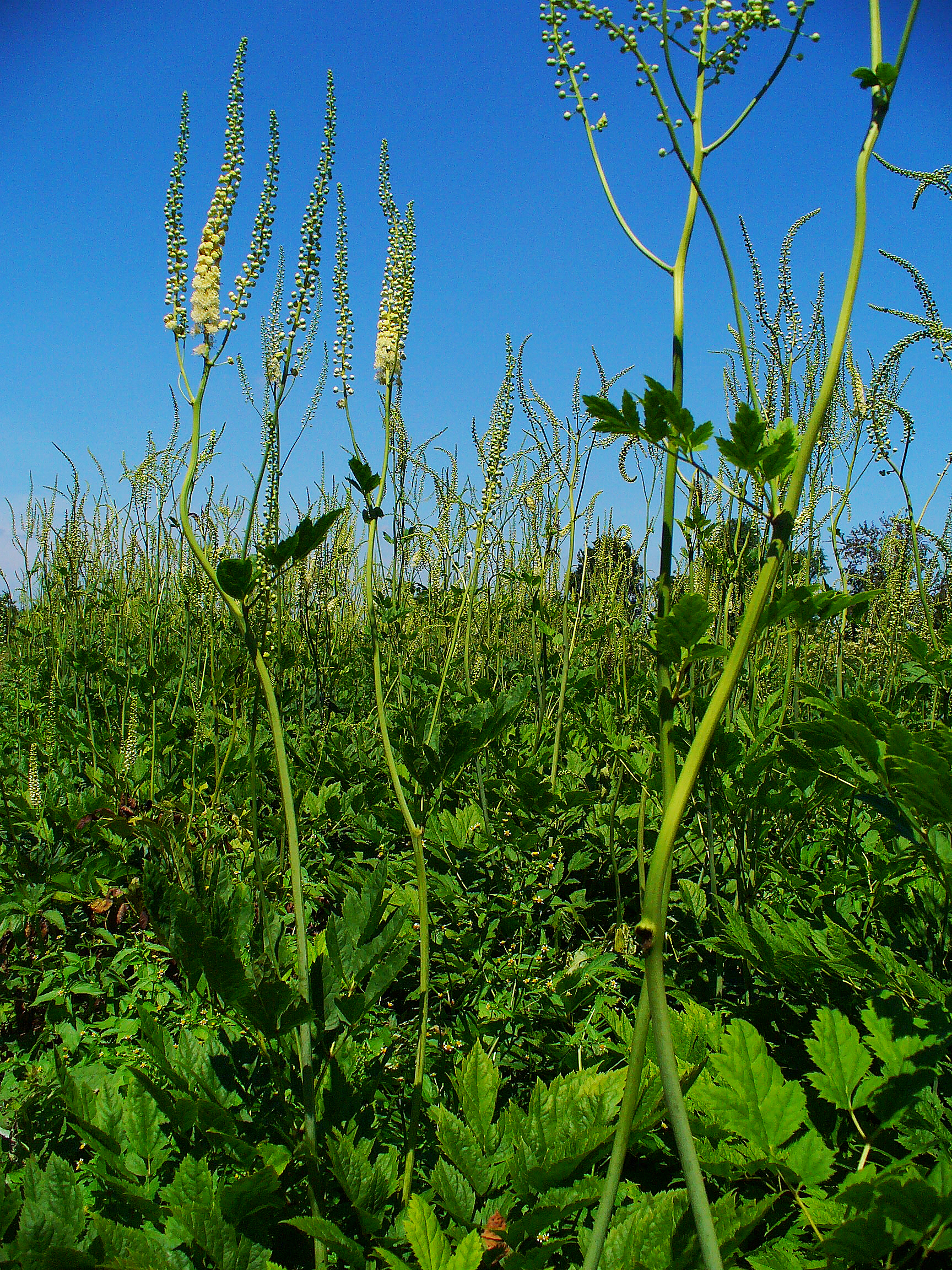